# Into the Woods (musical)
Into the Woods é um musical com música e letra de Stephen Sondheim e libreto de James Lapine. Ele estreou em San Diego, no Old Globe Theatre, em 1986, e estreou na Broadway em 05 de novembro de 1987. Bernadette Peters estrelou como a Bruxa, Joanna Gleason como a mulher do padeiro, e recebeu elogios da crítica durante a primeira exibição na Broadway. Into the Woods venceu vários prêmios Tony, incluindo Melhor Trilha Sonora, Melhor Libreto e Melhor Atriz em Musical (Joanna Gleason), em um ano dominado pelo O Fantasma da Ópera.
Em 2010 o musical estreou no Brasil sob o título de Era Uma Vez... Into The Woods, estrelado pela cantora Luciana Andrade como Cinderela, por Neusa Romano no papel bruxa e por Beto Sargentelli no papel de Jack, tendo ainda no elenco Thiago Lemmos e Keila Bueno como Padeiro e Mulher do Padeiro. 
O musical foi produzido muitas vezes, e teve uma turnê americana em 1988, uma produção no West End em 1990, uma produção televisiva em 1991, um concerto em comemoração do 10º aniversário em 1997, um revival da Broadway em 2002, um avivamento em Londres de 2010  e, em 2012, um concerto ao ar livre em Nova York, como parte do Shakespeare in the Park. O musical entrelaça os vários contos de fadas dos Irmãos Grimm, e segue seus personagens para explorar as conseqüências que veem com os desejos. Os personagens principais são oriundos dos contos "Chapeuzinho Vermelho", "João e o Pé de Feijão", "Rapunzel" e "Cinderela", assim como vários outros. O musical é ligado por uma história original que envolve um padeiro e sua esposa que não pode ter filhos, e sua busca para começar uma família, sua relação com uma bruxa que colocou uma maldição sobre eles, e sua interação com outros personagens de contos de fadas durante a jornada.

## Enredo

### Ato I
Com as palavras "Once Upon a Time", o narrador apresenta quatro personagens e seus desejo: Cinderela deseja participar do festival do Rei; João, um jovem humilde, deseja que sua vaca dê leite; e o Padeiro e sua esposa gostariam que eles pudessem ter um filho. Enquanto isso, Chapeuzinho Vermelho compra pão do Padeiro para levar a casa de sua avó, e a mãe zangada de João o importuna para vender a vaca, e a madrasta e suas filhas, Florinda e Lucinda, zombam de Cinderela por ela querer ir ao festival do rei.
A vizinha do Padeiro, uma velha bruxa feia, revela a fonte da infertilidade do casal: uma maldição, que ela colocou na linhagem do Padeiro depois de pegar o pai do Padeiro em seu jardim roubando seus feijões "mágicos". Além da maldição, a Bruxa levou a filha recém-nascida do pai do Padeiro, Rapunzel. Ela explica que a maldição será retirada se o Padeiro e sua esposa encontrarem os quatro ingredientes que a bruxa precisa para uma certa poção - "a vaca tão branca como o leite, a capa vermelha como sangue, o cabelo amarelo como o milho, e o sapato tão puro como o ouro", tudo até a meia-noite do terceiro dia. Assim, todos começam suas jornada para a floresta - João vai ao mercado para vender a sua querida vaca, a família de Cinderela vai ao Festival, enquanto Cinderela vai ao túmulo de sua mãe para pedir orientação, Chapeuzinho Vermelho vai até a casa de sua avó, e o Padeiro, recusando a ajuda de sua esposa, vai encontrar os ingredientes ("Prologue").
Cinderela visita o túmulo de sua mãe e recebe um belo vestido e sapatos dourados do espírito de sua mãe ("Cinderella at the Grave"). João encontra um homem misterioso, que zomba de João por a sua vaca não valer mais do que um "saco de feijão" e, em seguida, desaparece. Chapeuzinho Vermelho encontra um lobo faminto que, já tendo comido a velha ("Hello, Little Girl"), convence-a a fazer um desvio no seu caminho para a casa da avó. O Padeiro vê Chapeuzinho Vermelho na mata, e quando a Bruxa aparece, gritando com ele para pegar a capa vermelha, ele fica assustado e esquece os ingredientes que ele precisa. Felizmente sua esposa, que o seguiu para dentro da floresta, lembra a ele. Eles começam a discutir sobre a presença dela, quando se deparam com João e sua vaca. Não tendo o dinheiro necessário para comprar a vaca, eles convencem João de que os feijões do padeiro, que ele encontrou na velha jaqueta de caça do pai, são "mágicos" e compra a vaca por cinco deles. João, triste, dá adeus a sua vaca ("I Guess This Is Goodbye"), e o Padeiro exige que sua esposa retorne para a aldeia com a vaca. Ele fica envergonhado por ser tão desonesto, mas sua esposa argumenta que a chance de ter um filho justifica a sua astúcia ("Maybe They're Magic".)
Enquanto isso, é revelado que a Bruxa tem tratado Rapunzel como sua própria filha, mantendo-a trancada longe do mundo em uma torre no meio do bosque, com acesso apenas por uma escalada pelo cabelo longo dourado de Rapunzel ("Our Little World"). No entanto, um belo príncipe espia a bela Rapunzel e resolve escalar a torre. Em outra parte da floresta, o Padeiro acha Chapeuzinho Vermelho. Seguindo o conselho da bruxa, ele tenta simplesmente roubar a capa vermelha, mas ela briga com ele, e ele acaba devolvendo. Quando Chapeuzinho Vermelho chega na casa de sua avó, ela é engolida pelo lobo. O Padeiro, em busca da capa, mata o lobo, tirando Chapeuzinho Vermelho e sua avó das vísceras do animal. Chapeuzinho Vermelho recompensa-o com a capa vermelha, e reflete sobre sua nova experiência ("I Know Things Now"). Enquanto isso, a mãe de João com raiva que o filho não vendeu a vaca, joga os feijões pela janela e o manda deitar sem jantar. Quando Cinderela foge do Festival, perseguida por um outro belo príncipe e seu mordomo, a esposa do Padeiro a ajuda a se esconder e pergunta a Cinderela sobre o festival. Cinderela explica que foi uma festa agradável, com "um Príncipe muito gentil", mas parece bastante indiferente em relação ao baile (A Very Nice Prince). Quando um pé de feijão gigante começa a brotar do chão ao lado da casa de João, Cinderela se assusta e a mulher do padeiro vê os sapatos dourados de Cinderela. Ela tenta correr atrás de Cinderela, mas inadvertidamente deixa a vaca fugir, ficando sem os sapatos e a vaca. Os personagens refletem sobre suas crenças e morais, quando chega a primeira meia-noite ("First Midnight") e prosseguem em sua viagem pela floresta.
Na manhã seguinte, João descreve sua emocionante aventura depois que ele subiu ao pé de feijão ("Giants in the Sky"). Ele dá ao Padeiro cinco moedas de ouro que roubou dos gigantes para comprar de volta a sua vaca. Quando o Padeiro hesita, João sobe de volta o pé de feijão para encontrar mais. O homem misterioso aparece e insulta o Padeiro, roubando o dinheiro. A mulher do padeiro confessa que perdeu a vaca, e ela e o Padeiro ficam irritados. O Príncipe da Cinderela e o príncipe de Rapunzel, que são irmãos, se encontram e comparam seus recém-amores inatingíveis ("Agony"). A mulher do padeiro, que está espionando, percebe quando o príncipe de Rapunzel menciona que ele está apaixonado por uma menina em uma torre com o cabelo "amarelo como o milho." A mulher do padeiro engana Rapunzel, e está a deixa tirar um pedaço do seu cabelo. Enquanto isso, o homem misterioso dá a vaca de volta para o Padeiro.
A mulher do padeiro e Cinderela se encontram novamente, e a esposa do padeiro pede desesperadamente seus sapatos, quase conseguindo antes de Cinderela fugir. O padeiro e sua esposa se reúnem, agora com três dos quatro itens. O Padeiro admite que eles tiveram que trabalhar juntos para cumprir a missão ("It Takes Two"). João chega com uma galinha dos ovos de ouro e tenta comprar a vaca, mas a vaca sofre um acidente e morre a meia-noite. Mais uma vez, os personagens refletem sobre suas morais ("Second Midnight"). A bruxa descobre que o príncipe foi visitar Rapunzel e implora a garota para ela ficar com ela ("Stay with Me"). Quando Rapunzel se recusa, a Bruxa furiosamente corta o cabelo de Rapunzel e a expulsa-a para um deserto. O homem misterioso dá ao Padeiro o dinheiro para comprar outra vaca. João encontra Chapeuzinho Vermelho, que agora está ostentando uma capa de pele do lobo e uma faca para a proteção, e tenta impressioná-la, dizendo-lhe sobre o reino do Gigante. Quando ela se recusa a acreditar nele, ele é instigado a voltar mais uma vez para a casa do gigante para roubar uma harpa mágica.
Cinderela, retorna depois da última noite do festival, e descreve como o príncipe tinha ficado na escada para impedi-la de fugir. Presa entre querendo escapar e a vontade de ficar, ela finalmente decide deixar o Príncipe saber quem ela é, deixando-o um dos seus sapatos como uma pista de sua identidade ("On the Steps of the Palace"). A mulher do padeiro freneticamente tenta convencê-la a desistir de seu outro sapato, oferecendo-lhe o último feijão mágico em troca por isso. Cinderela joga o feijão de lado, mas vende o sapato para a esposa do padeiro e foge. O Padeiro chega com outra vaca; agora eles têm todos os quatro itens. O mordomo do príncipe pega o sapato da esposa do padeiro, e eles estão brigando por ele quando um grande estrondo é ouvido e mãe de João corre para informar que o gigante caiu do pé de feijão e está morto em seu quintal. O Príncipe, mais preocupado em encontrar Cinderela, passa pela árvore com um dos sapatos, dando o outro ao Padeiro e sua esposa. João, para o alívio de sua mãe, retorna com a harpa mágica. A bruxa descobre que a nova vaca não é puramente branca - é coberta com farinha. No entanto, a bruxa é capaz de trazer a vaca branca de volta à vida e instrui o padeiro e sua esposa para alimentar a vaca com os itens. João ordenha ela, mas o leite não vem. A mulher do padeiro admite que o cabelo é de Rapunzel, e a bruxa furiosamente explica que a magia não vai funcionar porque a bruxa já tocou o cabelo de Rapunzel. O Homem Misterioso conta ao Padeiro para alimentar a vaca com o cabelo de forma semelhante que faz com o milho. Agora a vaca leitosa dá leite que é a poção. A Bruxa revela que o homem misterioso é o pai do Padeiro. A Bruxa bebe a poção, e de repente o homem misterioso cai morto, sua vingança está completa, a maldição é quebrada, e a bruxa se transforma em uma bela jovem.
O príncipe da Cinderela procura uma garota em o que pé se encaixa no sapato; as irmãs de Cinderela tentam, mas só conseguem encaixá-los no sapato, cortando partes de seus pés. Cinderela aparece, seu pé se encaixa no sapato, e ela se torna noiva do Príncipe. Rapunzel tem vivido no deserto onde seu príncipe a encontra. A Bruxa tenta amaldiçoar o casal, apenas para descobrir que seus poderes foram perdidos. No casamento de Cinderela com o Príncipe, Florinda e Lucinda foram cegas por aves, por tentarem enganar o Príncipe. Todos, menos a Bruxa e as irmãs cantam que vão viver Felizes para Sempre ("Ever After"), enquanto isso, ninguém percebe que outro pé de feijão cresce muito alto no fundo.

### Ato II
O Narrador introduz os personagens novamente: "Once Upon a Time ... Later." Todos os personagens parecem felizes, mas tem novos desejos: O Padeiro e sua esposa têm o seu bebê, mas gostariam de mais espaço e brigam sobre a relutância do Padeiro em segurar o filho; João e sua mãe são ricos e bem alimentados, mas João perde seu reino no céu; Cinderela está vivendo com seu príncipe encantado no Palácio, mas está ficando entediada ("So Happy").
De repente, todo mundo é derrubado por um estrondo, e enormes pegadas destroem o jardim da bruxa, poupando apenas alguns feijões. O Padeiro e sua esposa decidem que devem dizer a Família Real, e o Padeiro viaja para o palácio. Sua notícia é ignorada pelo mordomo do Príncipe, e também pela mãe de João quando ele para em sua casa para pedir ajuda de João. Quando volta para casa, encontra Chapeuzinho Vermelho, que diz que sua casa foi destruída e sua mãe desapareceu. O Padeiro e sua esposa decidem acompanhá-la. Enquanto isso, João decide que ele deve matar o Gigante e Cinderela descobre com seus amigos pássaros que o túmulo de sua mãe foi violado e decide investigar, vestida com suas roupas velhas. Mais uma vez, todo mundo se dirige para a floresta, mas desta vez o clima é sombrio, e os pássaros pararam de cantar. ("Into the Woods" Reprise).
Enquanto todo mundo é atraído de volta para a floresta, Rapunzel fugiu para lá em um ataque histérico, porque seu tratamento nas mãos da Bruxa a tem conduzido a loucura. Seu príncipe a seguiu, mas quando ele encontra seu irmão, eles confessam que têm outra razão para estarem na floresta. Eles têm ficado entediados e frustrados com seus casamentos e agora cobiçam duas belas mulheres que dormem na mata - Branca de Neve e Bela Adormecida ("Agony" Reprise).
O Padeiro, sua esposa, e Chapeuzinho Vermelho se perdem na floresta e encontra a família de Cinderela e o mordomo, que revelam que o castelo foi atacado pelo gigante. A Bruxa chega, trazendo a notícia de que o gigante destruiu a aldeia e a casa do Padeiro. De repente, passos estrondosos são ouvidos, e o gigante aparece. Para o choque de todos, este gigante é uma mulher, a viúva do gigante que João matou por derrubar o pé de feijão. Sua potente voz proclama que ela quer o sangue de João em vingança. Para satisfazer a Gigante, o grupo percebe que eles devem dar-lhe alguém, mas são incapazes de decidir sobre quem até que eles percebem que o narrador ainda está comentando sobre suas atitudes. Todo mundo oferece o narrador como um sacrifício, mas o narrador os convence que sem ele, estariam perdidos. No entanto, a Bruxa lhe atira nos braços do Gigante e ele é morto. A mãe de João encontra o grupo e defende agressivamente seu filho, o que irritou o Gigante, o grupo tenta acalma-la, mais o mordomo a mata acidentalmente. Quando a gigante vai procurar João, Rapunzel corre em sua direção e é morta pisoteada pela Gigante, para o horror da bruxa e seu príncipe ("Witch's Lament").
A família real continua na floresta, fugindo para um Reino escondido apesar dos apelos do Padeiro para eles ficarem e lutar contra o gigante. A Bruxa declara que ela vai encontrar João e sacrificá-lo para o Gigante, e o Padeiro e sua esposa decidem que deve encontrá-lo em primeiro lugar e se separam para procura. A mulher do padeiro se encontra com o Príncipe da Cinderela, e ele facilmente a seduz ("Any Moment"). Enquanto isso, o Padeiro descobre Cinderela no túmulo destruído de sua mãe e convence-la a se juntar ao grupo por segurança. O príncipe, satisfeito, deixa a mulher do padeiro na floresta, e ela percebe seu erro e decide voltar para a sua vida feliz com o Padeiro e seu filho ("Moments in the Woods"). No entanto, ela se perde no caminho, e tropeça com a Gigante.
O Padeiro, Chapeuzinho Vermelho e Cinderela, aguardam o retorno da mulher do padeiro quando a Bruxa arrasta João, a quem ela encontrou chorando sobre o corpo da mulher do padeiro. O Padeiro, quando fica sabendo da morte de sua esposa, perturbado, sem querer concorda em dar João a Gigante, causa uma discussão. Os personagens passam a culpar uns aos outros pela situação, até que finalmente todos eles decidem culpar a Bruxa por cultiva os grãos, em primeiro lugar ("Your Fault"). Com raiva, a Bruxa os amaldiçoa e joga fora o resto de seus feijões mágicos, reativando a maldição de sua mãe e a fazendo desaparecer ("Last Midnight").
Em luto, o Padeiro foge, mas é visitado pelo espírito de seu pai, que o convence a enfrentar suas responsabilidades ("No More"). O Padeiro retorna e ajuda no plano para matar a Gigante, usando os pássaros amigos da Cinderela para bicar os olhos da Gigante em uma área cheia de lama, onde João e o Padeiro podem finalmente dar um golpe fatal. Cinderela fica para trás para proteger o filho do padeiro, e quando seu príncipe passa, ele quase não consegue reconhecê-la. Ela o confronta, tendo tomado conhecimento da sua infidelidade pelos pássaros, e ele explica seus sentimentos de insatisfação e suas razões para seduzir outra mulher. Ela pede para ele ir embora, e ele a deixa tristemente.
Chapeuzinho Vermelho retorna com a notícia de que sua avó foi morta pela Gigante. Enquanto isso, o Padeiro diz a João que sua mãe está morta. João jura matar o mordomo em vingança, até que o Padeiro convence-lo de que matar o mordomo não vai beneficiar ninguém. Cinderela conforta Chapeuzinho e tenta responder a ela que matar a Gigante não as torna pessoas melhores, enquanto o Padeiro explica a João sua incapacidade de dizer o que é moralmente correto. ("No One Is Alone").
Os quatro personagens restantes matam a Gigante, e os personagens já falecidos, bem como os sobreviventes da Família Real e os Príncipes (que têm suas novas noivas em seus braços) retornam para compartilhar uma última lição de moral com o público. Os sobreviventes resolvem se unir e reconstruir. O espírito da mulher do padeiro parece para confortar o marido de luto, aconselhando o marido para contar a seu bebê sua história. O Padeiro começa a contar a história, usando as mesmas palavras que o narrador fez no início do musical, quando a Bruxa aparece, com as considerações morais finais: "Cuidado com as coisas que você diz, Cuidado com as coisas que você deseja". Todos juntam-se a última reprise da canção título, afirmando que todos nós devemos nos aventurar na floresta, mas nunca esquecer o passado ("Finale"). Quando os personagens concluem a canção com, "felizes para sempre", Cinderela fecha o show com uma última fala, "Eu desejo ..."

## Adaptações

Banner da versão brasileira de Into the Woods, em 2010.

### Junior
O musical foi adaptado em uma versão infantil para ser usada nas escolas, com o segundo ato completamente removido, bem como certos elementos do primeiro. O show é encurtado a partir do original de 3 horas, para apenas 60 a 80 minutos, e a música foi transposta para chaves que se encaixam mais facilmente nas vozes juvenis. 

### Cinema
A Walt Disney Pictures produziu uma versão cinematográfica do musical, estrelada por Meryl Streep, Emily Blunt, James Corden, Anna Kendrick, Chris Pine, Johnny Depp, Lilla Crawford, Daniel Huttlestone, Christine Baranski, e Tracey Ullman, com direção de Rob Marshall. O lançamento nos EUA está previsto para 25 de dezembro de 2014, e no Brasil em 29 de Janeiro de 2015. 

### No Brasil
Em 2010 o musical foi adaptado para o Brasil sob o título de Era Uma Vez... Into The Woods, estrelado pela cantora Luciana Andrade como cinderela, por Neusa Romano no papel bruxa e por Beto Sargentelli no papel de Jack, tendo ainda no elenco Thiago Lemmos e Keila Bueno como Padeiro e Mulher do Padeiro. A direção ficou por conta de Armando Bravi Filho e Felipe Senna e a apresentação foi realizada até 2011 no Teatro Brigadeiro.

## Números musicais
| Ato I - "Act One Prologue" – Narrador e Elenco (No Prologue do Ato I, é cantado fragmentos de noves canções diferentes) - "Cinderella at the Grave" – Cinderela, Mãe da Cinderela - "Hello, Little Girl" – Lobo e Chapeuzinho Vermelho (com dois lobos e os três porquinhos no revival de 2002) - "The Spell is On My House" (Reprise) – Padeiro e Esposa do Padeiro - "I Guess This is Goodbye" – João - "Maybe They're Magic" – Padeiro e Esposa do Padeiro - "Our Little World" – A Bruxa e Rapunzel (adicionada durante a produção original de Londres) - "Maybe They're Magic" (Reprise) – Padeiro - "I Know Things Now" – Chapeuzinho Vermelho - "A Very Nice Prince" – Cinderela e a Esposa do Padeiro - "First Midnight" – Elenco - "Giants in the Sky" – João - "Agony" – O Príncipe da Cinderela e o Príncipe de Rapunzel - "A Very Nice Prince" (Reprise) – Cinderela e a Esposa do Padeiro - "It Takes Two" – Padeiro e Esposa do Padeiro - "Second Midnight" – Bruxa, Príncipe da Cinderela, Príncipe de Rapunzel, Madrasta, Florinda, Lucinda - "Stay with Me" – Rapunzel e a Bruxa - "On the Steps of the Palace" – Cinderela (com João e Chapeuzinho revival de 2002) - "Act One Finale" – Narrador e Elenco (O Finale do Ato I, apresenta fragmentos de quatro canções) | Ato II - "Act Two Prologue" – Narrador e Elenco (No Prologue do Ato II, é cantado fragmentos de noves canções diferentes) - "Agony" (Reprise) – O Príncipe da Cinderela e o Príncipe de Rapunzel - "Witch's Lament" – Bruxa - "Any Moment (Part 1)" – O Príncipe da Cinderela e a Esposa do Padeiro - "Any Moment (Part 2)" – O Príncipe da Cinderela e a Esposa do Padeiro - "Moments in the Woods" – Esposa do Padeiro - "Your Fault" – João, Padeiro, Cinderela, Chapeuzinho Vermelho e a Bruxa - "Last Midnight" – Bruxa - "No More" – Padeiro e o Homem Misterioso - "No One is Alone (Part 1)" – Cinderela e Chapeuzinho Vermelho - "No One is Alone (Part 2)" – Cinderela, Padeiro, Chapeuzinho Vermelho - "Act Two Finale" – Company (No finale é cantado fragmento de quatro canções) |

## Análise da obra
Na maioria das produções de Into the Woods, incluindo a produção original da Broadway, vários personagens são interpretados pelo mesmo ator. O Príncipe da Cinderela e o Lobo, que compartilham a característica de serem incapaz de controlar seus apetites, são interpretados pelo mesmo ator. Da mesma forma, o narrador e o homem misterioso, compartilham a característica de se pronunciarem em relação a história, evitando qualquer envolvimento pessoal ou responsabilidade. Avó e Mãe da Cinderela, que são as duas personagens matriarcais na história, são também tipicamente interpretadas pela mesma pessoa, que também dá voz a mas mais tarde esposa assassina do Gigante.
O musical abrange vários temas: Amadurecimento, pais e filhos, aceitação de responsabilidade, moralidade, e, finalmente, a realização dos desejos e as suas consequências. Os críticos da revista Time escreveu que "Um show basicamente brilhante ... é, no fundo, como a maioria dos contos de fadas, sobre o relacionamento amoroso conturbado entre pais e filhos, onde quase tudo dá errado, - quer dizer, quase tudo que pode dar -, e o problema surge de uma falha do dever dos pais ou filhos, apesar das melhores intenções". Stephen Holden escreveu que os temas do musical incluem as relações pai-filho e a responsabilidade do indivíduo para a comunidade. A bruxa não é apenas uma bruxa velha e carrancuda, mas um símbolo da chave para a ambivalência moral. James Lapine disse que a pessoa mais desagradável (a bruxa) teria coisas mais verdadeiras que dizer e ela "ajuda" as pessoas a serem menos honestos. Nas palavras da bruxa: "Eu não sou boa, eu não sou legal. Eu sou apenas justa".
A música de Stephen Sondheim para a produção também é notável, devido à sua reformulação e desenvolvimento de pequenas peças musicais intrincadas. Em particular, as palavras de abertura, "I Wish" (eu desejo), estão definidas num intervalo de uma crescente segunda escala maior, e este pequeno acorde é tanto repetido e desenvolvido durante todo o show, assim como o libreto de Lapine explora as consequências do auto-interesse e desejos. O diálogo no show é caracterizado pelo uso pesado de discurso sincopado. Em muitos casos, as falas dos personagens são entregues com uma batida fixa que segue ritmos da fala naturais, mas também é composta propositadamente em oitavo, décimo sexto, e ritmos semínimos como parte de um canto falado. Como muitas produções de Sondheim/Lapine, as músicas evoluem com a narrativa, onde os personagens conversam ou pensam em voz alta.
Sondheim baseou-se em momentos de sua infância conturbada ao escrever o show. Em 1987, ele disse a Time Magazine que o "O pai [Padeiro] desconfortável com o bebê foi o seu pai, e a mãe que se arrepende de ter tido filho foi a sua mãe." 

## Prêmios e nomeações

### Original Produção da Broadway
| Ano  | Prêmio           | Categoria                         | Nomeação          | Resultado |
| ---- | ---------------- | --------------------------------- | ----------------- | --------- |
| 1988 | Tony Award       | Melhor Musical                    | Melhor Musical    | Indicado  |
| 1988 | Tony Award       | Melhor Trilha Sonora Original     | Stephen Sondheim  | Venceu    |
| 1988 | Tony Award       | Melhor Libreto de Musical         | James Lapine      | Venceu    |
| 1988 | Tony Award       | Melhor Direção em Musical         | James Lapine      | Indicado  |
| 1988 | Tony Award       | Melhor Atriz Principal em Musical | Joanna Gleason    | Venceu    |
| 1988 | Tony Award       | Melhor Ator em Musical            | Robert Westenberg | Indicado  |
| 1988 | Tony Award       | Melhor Coreografia                | Lar Lubovitch     | Indicado  |
| 1988 | Tony Award       | Melhor Design Cênico              | Tony Straiges     | Indicado  |
| 1988 | Tony Award       | Melhor Figurino                   | Ann Hould-Ward    | Indicado  |
| 1988 | Tony Award       | Melhor Iluminação                 | Richard Nelson    | Indicado  |
| 1988 | Drama Desk Award | Melhor Musical                    | Melhor Musical    | Venceu    |
| 1988 | Drama Desk Award | Melhor Música                     | Stephen Sondheim  | Indicado  |
| 1988 | Drama Desk Award | Melhores Letras                   | Stephen Sondheim  | Venceu    |
| 1988 | Drama Desk Award | Melhor Libreto de Musical         | James Lapine      | Venceu    |
| 1988 | Drama Desk Award | Melhor Direção em Musical         | James Lapine      | Indicado  |
| 1988 | Drama Desk Award | Melhor Atriz em Musical           | Bernadette Peters | Indicado  |
| 1988 | Drama Desk Award | Melhor Ator em Musical            | Robert Westenberg | Venceu    |
| 1988 | Drama Desk Award | Melhor Atriz em Musical           | Joanna Gleason    | Venceu    |
| 1988 | Drama Desk Award | Melhor Atriz em Musical           | Danielle Ferland  | Indicado  |
| 1988 | Drama Desk Award | Melhor Design de Cenários         | Tony Straiges     | Indicado  |
| 1988 | Drama Desk Award | Melhor Figurino                   | Ann Hould-Ward    | Indicado  |
| 1988 | Drama Desk Award | Melhor Design de Iluminação       | Richard Nelson    | Indicado  |
| 1988 | Drama Desk Award | Melhores Orquestrações            | Jonathan Tunick   | Indicado  |

### Original Produção de Londres
| Ano  | Prêmio                 | Categoria                          | Nomeação            | Resultado |
| ---- | ---------------------- | ---------------------------------- | ------------------- | --------- |
| 1991 | Laurence Olivier Award | Melhor Musical Novo                | Melhor Musical Novo | Indicado  |
| 1991 | Laurence Olivier Award | Melhor Direção em Musical          | Richard Jones       | Venceu    |
| 1991 | Laurence Olivier Award | Melhor Ator em Musical             | Ian Bartholomew     | Indicado  |
| 1991 | Laurence Olivier Award | Melhor Atriz em Musical            | Imelda Staunton     | Venceu    |
| 1991 | Laurence Olivier Award | Melhor Atriz em Musical            | Julia McKenzie      | Indicado  |
| 1991 | Laurence Olivier Award | Melhor Ator Coadjuvante em Musical | Clive Carter        | Indicado  |
| 1991 | Laurence Olivier Award | Melhor Figurino                    | Sue Blane           | Indicado  |

### Revival de Londres de 1999
| Ano  | Prêmio                 | Categoria               | Nomeação        | Resultado |
| ---- | ---------------------- | ----------------------- | --------------- | --------- |
| 1999 | Laurence Olivier Award | Melhor Musical          | Melhor Musical  | Indicado  |
| 1999 | Laurence Olivier Award | Melhor Atriz em Musical | Sophie Thompson | Venceu    |

### Revival da Broadway de 2002
| Ano  | Prêmio           | Categoria                           | Nomeação                  | Resultado |
| ---- | ---------------- | ----------------------------------- | ------------------------- | --------- |
| 2002 | Tony Award       | Melhor Revival de Musical           | Melhor Revival de Musical | Venceu    |
| 2002 | Tony Award       | Melhor Ator em Musical              | John McMartin             | Indicado  |
| 2002 | Tony Award       | Melhor Atriz em Musical             | Vanessa L. Williams       | Indicado  |
| 2002 | Tony Award       | Melhor Ator Coadjuvante em Musical  | Greg Edelman              | Indicado  |
| 2002 | Tony Award       | Melhor Atriz Coadjuvante em Musical | Laura Benanti             | Indicado  |
| 2002 | Tony Award       | Melhor Direção em Musical           | James Lapine              | Indicado  |
| 2002 | Tony Award       | Melhor Coreografia                  | John Carrafa              | Indicado  |
| 2002 | Tony Award       | Melhor Design de Cenários           | Douglas W. Schmidt        | Indicado  |
| 2002 | Tony Award       | Melhor Figurino                     | Susan Hilferty            | Indicado  |
| 2002 | Tony Award       | Melhor Design de Iluminação         | Brian MacDevitt           | Venceu    |
| 2002 | Drama Desk Award | Melhor Revival de Musical           | Melhor Revival de Musical | Venceu    |
| 2002 | Drama Desk Award | Melhor Atriz em Musical             | Laura Benanti             | Indicado  |
| 2002 | Drama Desk Award | Melhor Atriz em Musical             | Vanessa L. Williams       | Indicado  |
| 2002 | Drama Desk Award | Melhor Ator Coadjuvante em Musical  | Greg Edelman              | Indicado  |
| 2002 | Drama Desk Award | Melhor Atriz Coadjuvante em Musical | Kerry O'Malley            | Indicado  |
| 2002 | Drama Desk Award | Melhor Direção em Musical           | James Lapine              | Indicado  |
| 2002 | Drama Desk Award | Melhor Design de Cenários           | Douglas W. Schmidt        | Venceu    |
| 2002 | Drama Desk Award | Melhor Figurino                     | Susan Hilferty            | Indicado  |
| 2002 | Drama Desk Award | Melhor Design de Som                | Dan Moses Schreier        | Venceu    |

### Revival de Londres de 2012
| Ano  | Prêmio                 | Categoria                          | Nomeação                  | Resultado |
| ---- | ---------------------- | ---------------------------------- | ------------------------- | --------- |
| 2011 | Laurence Olivier Award | Melhor Revival de Musical          | Melhor Revival de Musical | Venceu    |
| 2011 | Laurence Olivier Award | Melhor Ator Coadjuvante em Musical | Michael Xavier            | Indicado  |

### Revival de Nova York de 2012
| Ano  | Prêmio           | Categoria               | Nomeação     | Resultado |
| ---- | ---------------- | ----------------------- | ------------ | --------- |
| 2013 | Drama Desk Award | Melhor Atriz em Musical | Donna Murphy | Indicado  |